# Florian Cajori
Florian Cajori   (Scharans, 28 de febrer de 1859 - Berkeley, 15 d'agost de 1930) va ser un matemàtic estatunidenc, nascut a Suïssa, conegut pels seus treballs en història de les matemàtiques.

## Vida i Obra
Nascut a prop de Thusis (cantó dels Grisons) va estudiar a l'escola de Zillis i al institut de Chur. Als setze anys va emigrar als Estats Units i va fer estudis universitaris a la Universitat de Wisconsin, en la qual es va graduar el 1883 i va obtenir el master el 1886. De 1885 a 1889 va ser professor a la universitat Tulane i des de 1889 fins a 1918 del Colorado College. El 1918 va ser nomenat catedràtic de història de les matemàtiques de la universitat de Berkeley: la primera càtedra d'aquesta especialitat que hi va haver als Estats Units.
Entre la dotzena llarga de llibres que ba publicar, es compten ela seus emblemàtics History of Mathematics (1894) i History of Mathematical Notations (dos volums, 1928-1929).